# Batalha de Luzon
A Batalha de Luzon (ou Lução) (Luzon) foi uma batalha lutada durante a Guerra do Pacífico na Segunda Guerra Mundial. Ela foi travada entre as forças Aliadas, lideradas pelos Estados Unidos, contra os exércitos do Império do Japão que ocupavam a região de Lução, no norte das Filipinas. O combate, que durou quase 8 meses, terminou com a vitória dos Aliados ocidentais, assumindo uma importante posição estratégica no meio do Pacífico.